# 백설공주 (2012년 영화)
《백설공주》(영어: Mirror Mirror)는 2012년 개봉한 타르셈 싱 감독의 판타지 코미디 영화이다. 동화 백설공주를 소재로 삼았다. 릴리 콜린스가 주인공 백설 공주 역을, 줄리아 로버츠가 악역인 여왕 계모 역을 연기했다. 미국에서 2012년 3월 30일 개봉하였다.

## 출연진
- 줄리아 로버츠
- 릴리 콜린스
- 아미 해머
- 네이선 레인
- 메어 위닝햄
- 마이클 러너
- 숀 빈
- 로버트 엠스
- 대니 우드번
- 마틴 클레바
- 마크 포비넬리
- 조던 프렌티스
- 서배스천 새러체노
- 조이 노포
- 로널드 리 클라크
- 프랭크 웰커

## 기타 제작진
- 배역: 케리 바든, 폴 슈니
- 미술: 톰 포든
- 의상: 이시오카 에이코
- 조감독: 제이미 마셜